# Sankt Lorenz (Kempten)

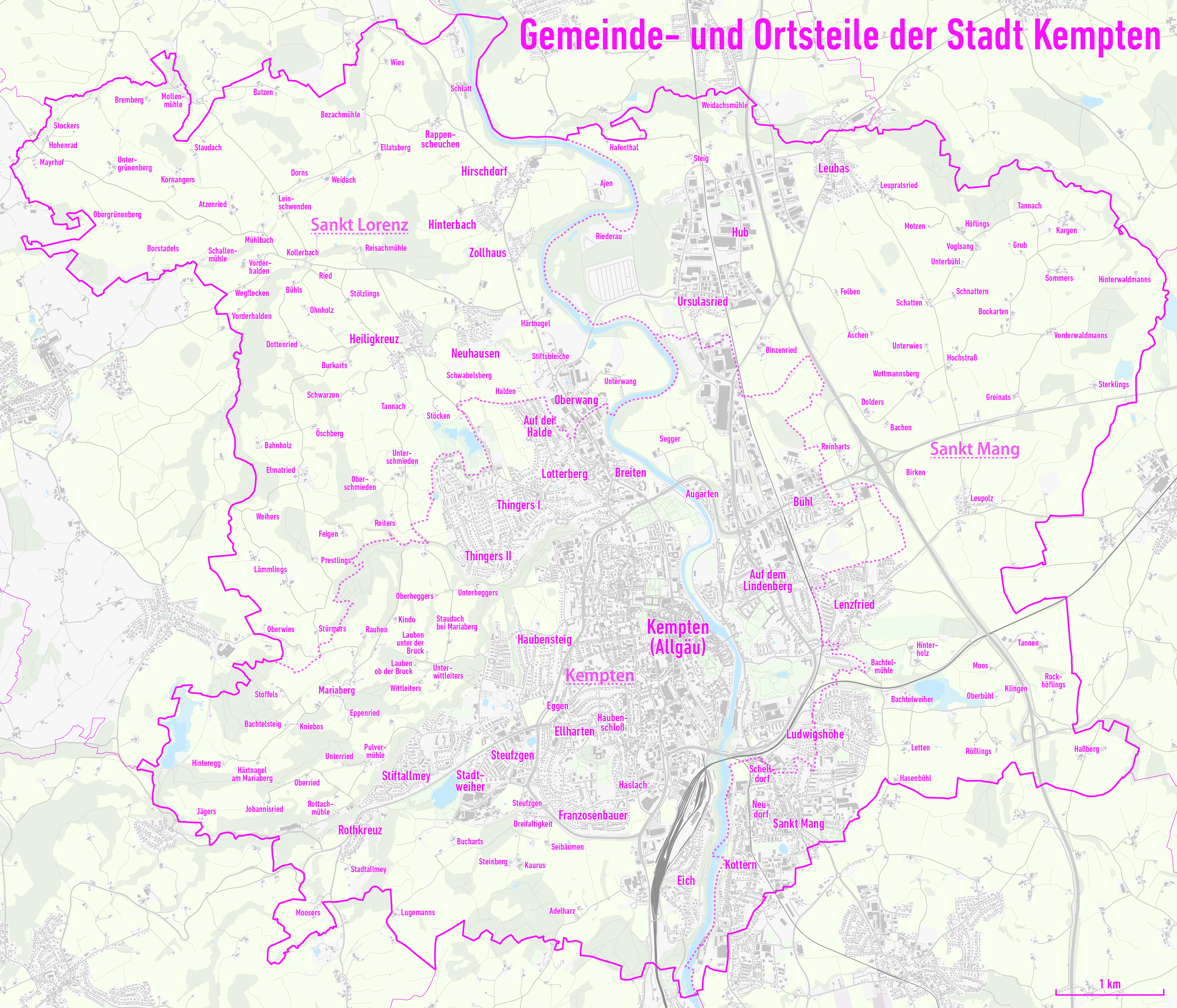
Seit 1972 in dieser Form bestehende kreisfreie Stadt Kempten mit allen amtlichen Ortsteilen sowie Gemarkungsgrenzen (Gemeindegrenzen bis 1972, gestrichelt)

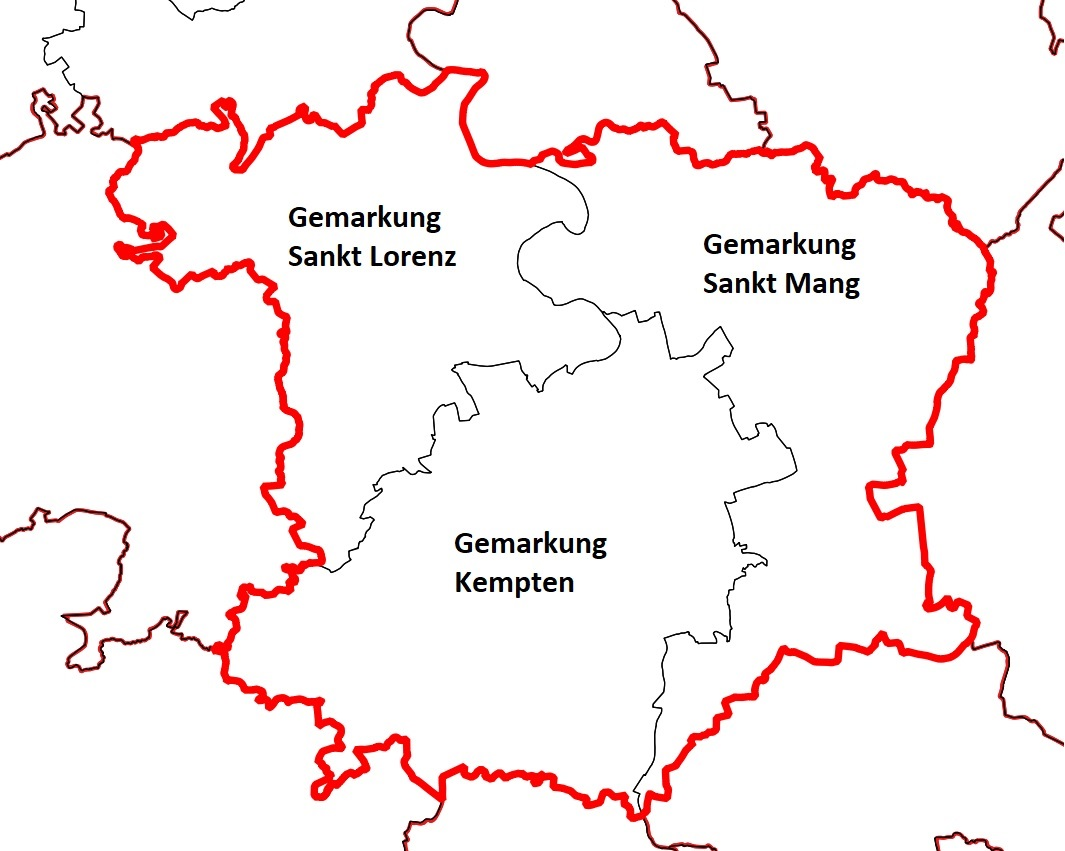
Die Gemarkung Sankt Lorenz nimmt den Nordwesten des Stadtgebiets ein

St. Lorenz (weitere gebräuchliche Schreibweise: Sankt Lorenz) war eine ehemalige Ruralgemeinde im damaligen Landkreis Kempten (Allgäu), die am 1. Juli 1972 in die Stadt Kempten (Allgäu) eingemeindet wurde, wo sie den nordwestlichen Teil des Stadtgebietes bildet. Das Gegenstück zu St. Lorenz war die Gemeinde Sankt Mang. Namensgebend für diese beiden jeweils mehrere Ortsteile umfassenden Gemeinden waren nicht die größten Ortschaften, sondern die beiden Kemptener Stadtpfarreien St. Lorenz und St. Mang.

## Geographie

### Geographische Lage
St. Lorenz befindet sich westlich der Iller, es bildet eine der drei Gemarkungen der Stadt Kempten und entspricht dem Stadtteil 6 mit 2609 Einwohnern am 31. Dezember 2012. Damit ist St. Lorenz der Stadtteil mit der geringsten Einwohnerzahl und der niedrigsten Bevölkerungsdichte; im Gegensatz zu Teilen von Sankt Mang hat St. Lorenz seinen ländlichen Charakter weitgehend bewahrt.

### Gemeindegliederung
Der Stadtteil 6 wird für statistische Zwecke weiter in zwei Bezirke gegliedert, von Nord nach Süd:
- 60 Heiligkreuz/Neuhausen/Oberwang (1574 Einwohner)
- 61 Hinterbach/Hirschdorf/Zollhaus (1035 Einwohner)

Die Bezirke werden weiter in Blöcke untergliedert.

### Gemeindeteile
Im Gegensatz zu Sankt Mang gibt es im früheren Gemeindegebiet von Sankt Lorenz keinen gleichnamigen Ortsteil. Historisches Gemeindezentrum war der Ort Heiligkreuz mit dem gleichnamigen Kloster und der Wallfahrt als bei weitem größte Ortschaft. 1987 hatte Heiligkreuz 493 Einwohner. Weitere Orte in der Gemeinde Sankt Lorenz mit einer Bevölkerung von mehr als 100 Personen waren damals Neuhausen (249), Zollhaus (240), Oberwang (149), Hinterbach (141) und Hirschdorf (121).
Die Tabelle enthält nur die zum Zeitpunkt der Eingemeindung am 1. Juli 1972 noch bestehenden und noch zur Gemeinde gehörenden amtlich benannten Gemeindeteile. Die bereits in früheren Jahren ausgegliederten (und nach Kempten eingegliederten) Gemeindeteile sind nicht aufgeführt.
| \| Gemeindeteil- schlüssel (Kempten) \| Name \| Typ \| Bevölkerung 25. Mai 1987 \| Koordinaten \| \| --------------------------------- \| --------------- \| ------------------ \| ------------------------ \| ----------------------------- \| \| 003 \| Ajen \| Einöde \| 2 \| 47° 45′ 52″ N, 010° 18′ 27″ O \| \| 005 \| Atzenried \| Weiler \| 7 \| 47° 45′ 48″ N, 010° 15′ 41″ O \| \| 009 \| Bahnholz \| Einöde \| 11 \| 47° 44′ 33″ N, 010° 15′ 53″ O \| \| 010 \| Batzen \| Weiler \| 13 \| 47° 46′ 22″ N, 010° 15′ 53″ O \| \| 011 \| Bezachmühle \| Einöde \| 11 \| 47° 46′ 15″ N, 010° 16′ 40″ O \| \| 015 \| Borstadels \| Weiler \| 10 \| 47° 45′ 28″ N, 010° 15′ 05″ O \| \| 017 \| Bremberg \| Weiler \| 13 \| 47° 46′ 18″ N, 010° 14′ 39″ O \| \| 019 \| Bühl \| Einöde \| 1) \| 47° 45′ 40″ N, 010° 17′ 38″ O \| \| 020 \| Bühls \| Einöde \| 3 \| 47° 45′ 22″ N, 010° 16′ 09″ O \| \| 021 \| Burkarts \| Einöde \| 6 \| 47° 44′ 58″ N, 010° 16′ 35″ O \| \| 023 \| Dorns \| Weiler \| 26 \| 47° 46′ 02″ N, 010° 16′ 39″ O \| \| 024 \| Dottenried \| Weiler \| 10 \| 47° 45′ 03″ N, 010° 16′ 11″ O \| \| 028 \| Ellatsberg \| Einöde \| 11 \| 47° 46′ 05″ N, 010° 16′ 46″ O \| \| 030 \| Elmatried \| Weiler \| 15 \| 47° 44′ 24″ N, 010° 16′ 13″ O \| \| 032 \| Feigen \| Einöde \| 7 \| 47° 44′ 07″ N, 010° 16′ 31″ O \| \| 036 \| Härtnagel \| Weiler \| 18 \| 47° 45′ 13″ N, 010° 18′ 02″ O \| \| 044 \| Heiligkreuz \| Pfarrdorf \| 493 \| 47° 45′ 03″ N, 010° 17′ 05″ O \| \| 045 \| Hinterbach \| Dorf \| 141 \| 47° 45′ 45″ N, 010° 17′ 40″ O \| \| 049 \| Hirschdorf \| Kirchdorf \| 121 \| 47° 45′ 54″ N, 010° 17′ 55″ O \| \| 053 \| Hohenrad \| Weiler \| 13 \| 47° 46′ 05″ N, 010° 14′ 17″ O \| \| 062 \| Kollerbach \| Weiler \| 31 \| 47° 45′ 27″ N, 010° 16′ 10″ O \| \| 063 \| Kornangers \| Weiler \| 19 \| 47° 45′ 51″ N, 010° 15′ 14″ O \| \| 064 \| Lämmlings \| Weiler \| 12 \| 47° 43′ 50″ N, 010° 16′ 03″ O \| \| 067 \| Leinschwenden \| Weiler \| 18 \| 47° 45′ 43″ N, 010° 16′ 06″ O \| \| 078 \| Mayrhof \| Weiler \| 18 \| 47° 45′ 58″ N, 010° 14′ 11″ O \| \| 079 \| Mollenmühle \| Einöde \| 12 \| 47° 46′ 19″ N, 010° 15′ 02″ O \| \| 084 \| Mühlbach \| Einöde \| 8 \| 47° 45′ 40″ N, 010° 15′ 55″ O \| \| 085 \| Neuhausen \| Dorf \| 249 \| 47° 45′ 09″ N, 010° 17′ 25″ O \| \| 087 \| Obergrünenberg \| Weiler \| 21 \| 47° 45′ 39″ N, 010° 14′ 49″ O \| \| 090 \| Oberschmieden \| Einöde \| 11 \| 47° 44′ 24″ N, 010° 16′ 44″ O \| \| 091 \| Oberwang \| Dorf \| 149 \| 47° 44′ 46″ N, 010° 18′ 17″ O \| \| 092 \| Oberwies \| Einöde \| 2 \| 47° 43′ 38″ N, 010° 15′ 55″ O \| \| 094 \| Öschberg \| Einöde \| 12 \| 47° 44′ 39″ N, 010° 16′ 08″ O \| \| 095 \| Ohnholz \| Weiler \| 11 \| 47° 45′ 08″ N, 010° 16′ 25″ O \| \| 096 \| Prestlings \| Weiler \| 8 \| 47° 43′ 58″ N, 010° 16′ 17″ O \| \| 097 \| Rappenscheuchen \| Weiler \| 29 \| 47° 46′ 12″ N, 010° 17′ 14″ O \| \| 101 \| Reisachmühle \| Einöde \| 6 \| 47° 45′ 32″ N, 010° 16′ 39″ O \| \| 102 \| Reiters \| Einöde \| 3 \| 47° 44′ 11″ N, 010° 16′ 54″ O \| \| 103 \| Ried \| Einöde \| 3 \| 47° 45′ 26″ N, 010° 16′ 24″ O \| \| 113 \| Schlatt \| Einöde \| 4 \| 47° 46′ 19″ N, 010° 17′ 26″ O \| \| 115 \| Schwabelsberg3) \| Weiler \| 11 \| 47° 44′ 49″ N, 010° 17′ 21″ O \| \| 116 \| Schwarzen \| Weiler \| 22 \| 47° 44′ 50″ N, 010° 16′ 35″ O \| \| 123 \| Staudach \| Einöde \| 12 \| 47° 46′ 05″ N, 010° 15′ 28″ O \| \| 130 \| Stiftbleiche \| Weiler \| 2) \| 47° 44′ 58″ N, 010° 18′ 06″ O \| \| 131 \| Stockers \| Weiler \| 9 \| 47° 46′ 08″ N, 010° 14′ 29″ O \| \| 132 \| Stöcken \| Weiler \| 19 \| 47° 44′ 47″ N, 010° 17′ 12″ O \| \| 133 \| Stölzlings \| Einöde \| 7 \| 47° 45′ 17″ N, 010° 16′ 34″ O \| \| 135 \| Stürmers \| Einöde \| 4 \| 47° 43′ 36″ N, 010° 16′ 18″ O \| \| 137 \| Tannach \| Einöde \| 11 \| 47° 44′ 47″ N, 010° 16′ 55″ O \| \| 141 \| Untergrünenberg \| Einöde \| 11 \| 47° 45′ 52″ N, 010° 14′ 34″ O \| \| 144 \| Unterschmieden \| Weiler \| 27 \| 47° 44′ 24″ N, 010° 16′ 58″ O \| \| 145 \| Unterwang \| Dorf \| 42 \| 47° 44′ 52″ N, 010° 18′ 29″ O \| \| 150 \| Vorderhalden \| Weiler \| 9 \| 47° 45′ 30″ N, 010° 15′ 53″ O \| \| 152 \| Wegflecken \| Weiler \| 13 \| 47° 45′ 21″ N, 010° 15′ 44″ O \| \| 153 \| Weidach \| Einöde \| 7 \| 47° 45′ 53″ N, 010° 16′ 24″ O \| \| 155 \| Weihers \| Einöde \| 4 \| 47° 44′ 07″ N, 010° 15′ 47″ O \| \| 157 \| Wies \| Weiler \| 26 \| 47° 46′ 26″ N, 010° 16′ 48″ O \| \| 158 \| Zollhaus \| Dorf \| 240 \| 47° 45′ 29″ N, 010° 17′ 46″ O \| \| \| Sankt Lorenz \| ehemalige Gemeinde \| 2031 \| 47° 45′ 46″ N, 010° 15′ 56″ O \| 1) Die Einöde Bühl wurde 1970 noch mit 11 Einwohnern nachgewiesen. Bei dem 1987 nachgewiesenen Bühl mit 1789 Einwohnern handelt es sich um einen neueren Stadtteil in der Gemarkung Kempten rechts der Iller (B12/Stephanstraße). Die Einöde Bühl ging in Zollhaus auf. 2) Die Stiftbleiche wurde 1970 noch als Weiler mit 19 Einwohnern nachgewiesen, 1987 als unbewohnter Gemeindeteil ohne Typisierung. 3) Schwabelsberg gehört inzwischen nicht mehr zur Gemarkung Sankt Lorenz, sondern zur Gemarkung Kempten. |                 |                    |                          |                               |
| Gemeindeteil- schlüssel (Kempten) | Name            | Typ                | Bevölkerung 25. Mai 1987 | Koordinaten                   |
| 003 | Ajen            | Einöde             | 2                        | 47° 45′ 52″ N, 010° 18′ 27″ O |
| 005 | Atzenried       | Weiler             | 7                        | 47° 45′ 48″ N, 010° 15′ 41″ O |
| 009 | Bahnholz        | Einöde             | 11                       | 47° 44′ 33″ N, 010° 15′ 53″ O |
| 010 | Batzen          | Weiler             | 13                       | 47° 46′ 22″ N, 010° 15′ 53″ O |
| 011 | Bezachmühle     | Einöde             | 11                       | 47° 46′ 15″ N, 010° 16′ 40″ O |
| 015 | Borstadels      | Weiler             | 10                       | 47° 45′ 28″ N, 010° 15′ 05″ O |
| 017 | Bremberg        | Weiler             | 13                       | 47° 46′ 18″ N, 010° 14′ 39″ O |
| 019 | Bühl            | Einöde             | 1)                       | 47° 45′ 40″ N, 010° 17′ 38″ O |
| 020 | Bühls           | Einöde             | 3                        | 47° 45′ 22″ N, 010° 16′ 09″ O |
| 021 | Burkarts        | Einöde             | 6                        | 47° 44′ 58″ N, 010° 16′ 35″ O |
| 023 | Dorns           | Weiler             | 26                       | 47° 46′ 02″ N, 010° 16′ 39″ O |
| 024 | Dottenried      | Weiler             | 10                       | 47° 45′ 03″ N, 010° 16′ 11″ O |
| 028 | Ellatsberg      | Einöde             | 11                       | 47° 46′ 05″ N, 010° 16′ 46″ O |
| 030 | Elmatried       | Weiler             | 15                       | 47° 44′ 24″ N, 010° 16′ 13″ O |
| 032 | Feigen          | Einöde             | 7                        | 47° 44′ 07″ N, 010° 16′ 31″ O |
| 036 | Härtnagel       | Weiler             | 18                       | 47° 45′ 13″ N, 010° 18′ 02″ O |
| 044 | Heiligkreuz     | Pfarrdorf          | 493                      | 47° 45′ 03″ N, 010° 17′ 05″ O |
| 045 | Hinterbach      | Dorf               | 141                      | 47° 45′ 45″ N, 010° 17′ 40″ O |
| 049 | Hirschdorf      | Kirchdorf          | 121                      | 47° 45′ 54″ N, 010° 17′ 55″ O |
| 053 | Hohenrad        | Weiler             | 13                       | 47° 46′ 05″ N, 010° 14′ 17″ O |
| 062 | Kollerbach      | Weiler             | 31                       | 47° 45′ 27″ N, 010° 16′ 10″ O |
| 063 | Kornangers      | Weiler             | 19                       | 47° 45′ 51″ N, 010° 15′ 14″ O |
| 064 | Lämmlings       | Weiler             | 12                       | 47° 43′ 50″ N, 010° 16′ 03″ O |
| 067 | Leinschwenden   | Weiler             | 18                       | 47° 45′ 43″ N, 010° 16′ 06″ O |
| 078 | Mayrhof         | Weiler             | 18                       | 47° 45′ 58″ N, 010° 14′ 11″ O |
| 079 | Mollenmühle     | Einöde             | 12                       | 47° 46′ 19″ N, 010° 15′ 02″ O |
| 084 | Mühlbach        | Einöde             | 8                        | 47° 45′ 40″ N, 010° 15′ 55″ O |
| 085 | Neuhausen       | Dorf               | 249                      | 47° 45′ 09″ N, 010° 17′ 25″ O |
| 087 | Obergrünenberg  | Weiler             | 21                       | 47° 45′ 39″ N, 010° 14′ 49″ O |
| 090 | Oberschmieden   | Einöde             | 11                       | 47° 44′ 24″ N, 010° 16′ 44″ O |
| 091 | Oberwang        | Dorf               | 149                      | 47° 44′ 46″ N, 010° 18′ 17″ O |
| 092 | Oberwies        | Einöde             | 2                        | 47° 43′ 38″ N, 010° 15′ 55″ O |
| 094 | Öschberg        | Einöde             | 12                       | 47° 44′ 39″ N, 010° 16′ 08″ O |
| 095 | Ohnholz         | Weiler             | 11                       | 47° 45′ 08″ N, 010° 16′ 25″ O |
| 096 | Prestlings      | Weiler             | 8                        | 47° 43′ 58″ N, 010° 16′ 17″ O |
| 097 | Rappenscheuchen | Weiler             | 29                       | 47° 46′ 12″ N, 010° 17′ 14″ O |
| 101 | Reisachmühle    | Einöde             | 6                        | 47° 45′ 32″ N, 010° 16′ 39″ O |
| 102 | Reiters         | Einöde             | 3                        | 47° 44′ 11″ N, 010° 16′ 54″ O |
| 103 | Ried            | Einöde             | 3                        | 47° 45′ 26″ N, 010° 16′ 24″ O |
| 113 | Schlatt         | Einöde             | 4                        | 47° 46′ 19″ N, 010° 17′ 26″ O |
| 115 | Schwabelsberg3) | Weiler             | 11                       | 47° 44′ 49″ N, 010° 17′ 21″ O |
| 116 | Schwarzen       | Weiler             | 22                       | 47° 44′ 50″ N, 010° 16′ 35″ O |
| 123 | Staudach        | Einöde             | 12                       | 47° 46′ 05″ N, 010° 15′ 28″ O |
| 130 | Stiftbleiche    | Weiler             | 2)                       | 47° 44′ 58″ N, 010° 18′ 06″ O |
| 131 | Stockers        | Weiler             | 9                        | 47° 46′ 08″ N, 010° 14′ 29″ O |
| 132 | Stöcken         | Weiler             | 19                       | 47° 44′ 47″ N, 010° 17′ 12″ O |
| 133 | Stölzlings      | Einöde             | 7                        | 47° 45′ 17″ N, 010° 16′ 34″ O |
| 135 | Stürmers        | Einöde             | 4                        | 47° 43′ 36″ N, 010° 16′ 18″ O |
| 137 | Tannach         | Einöde             | 11                       | 47° 44′ 47″ N, 010° 16′ 55″ O |
| 141 | Untergrünenberg | Einöde             | 11                       | 47° 45′ 52″ N, 010° 14′ 34″ O |
| 144 | Unterschmieden  | Weiler             | 27                       | 47° 44′ 24″ N, 010° 16′ 58″ O |
| 145 | Unterwang       | Dorf               | 42                       | 47° 44′ 52″ N, 010° 18′ 29″ O |
| 150 | Vorderhalden    | Weiler             | 9                        | 47° 45′ 30″ N, 010° 15′ 53″ O |
| 152 | Wegflecken      | Weiler             | 13                       | 47° 45′ 21″ N, 010° 15′ 44″ O |
| 153 | Weidach         | Einöde             | 7                        | 47° 45′ 53″ N, 010° 16′ 24″ O |
| 155 | Weihers         | Einöde             | 4                        | 47° 44′ 07″ N, 010° 15′ 47″ O |
| 157 | Wies            | Weiler             | 26                       | 47° 46′ 26″ N, 010° 16′ 48″ O |
| 158 | Zollhaus        | Dorf               | 240                      | 47° 45′ 29″ N, 010° 17′ 46″ O |
| | Sankt Lorenz    | ehemalige Gemeinde | 2031                     | 47° 45′ 46″ N, 010° 15′ 56″ O |

## Geschichte

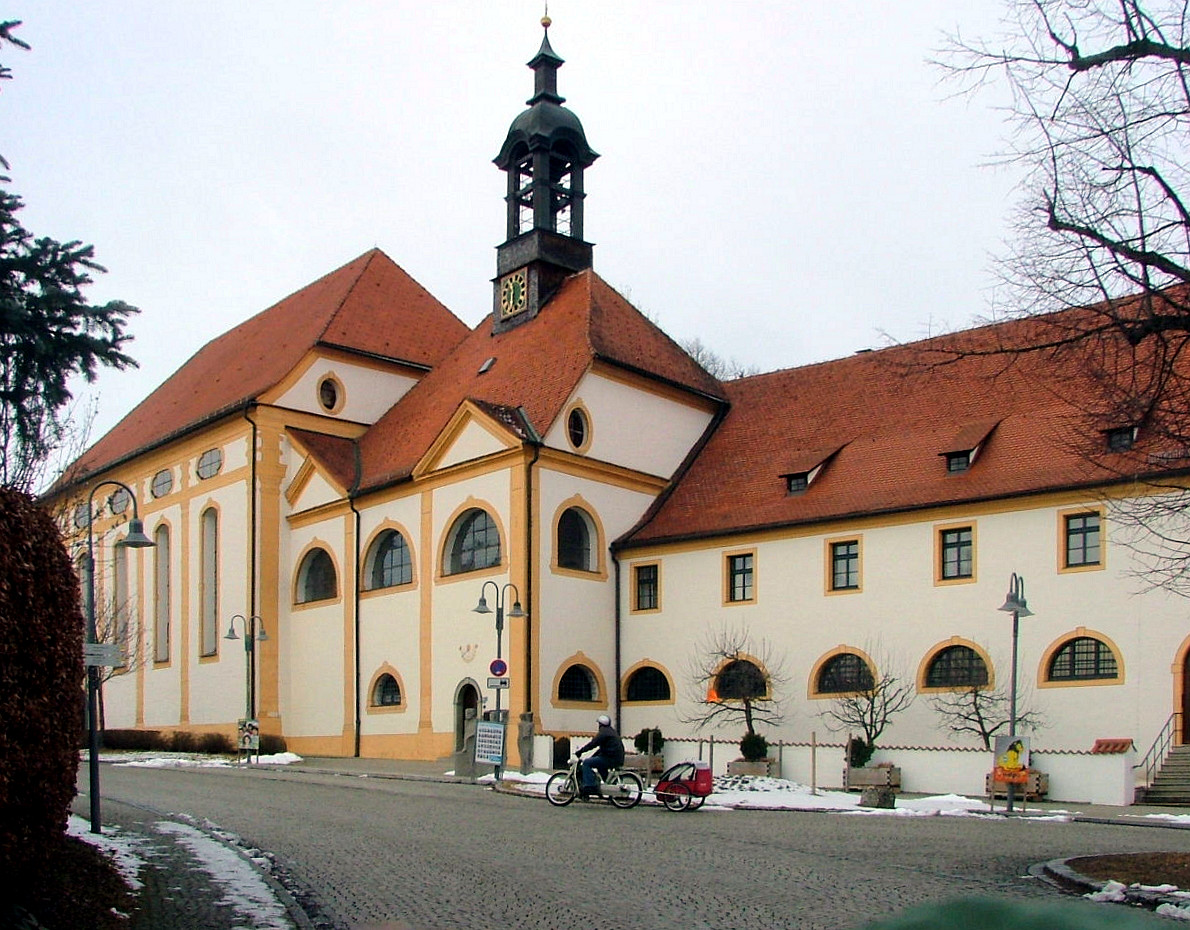
Die Wallfahrtskirche des Klosters Heiligkreuz

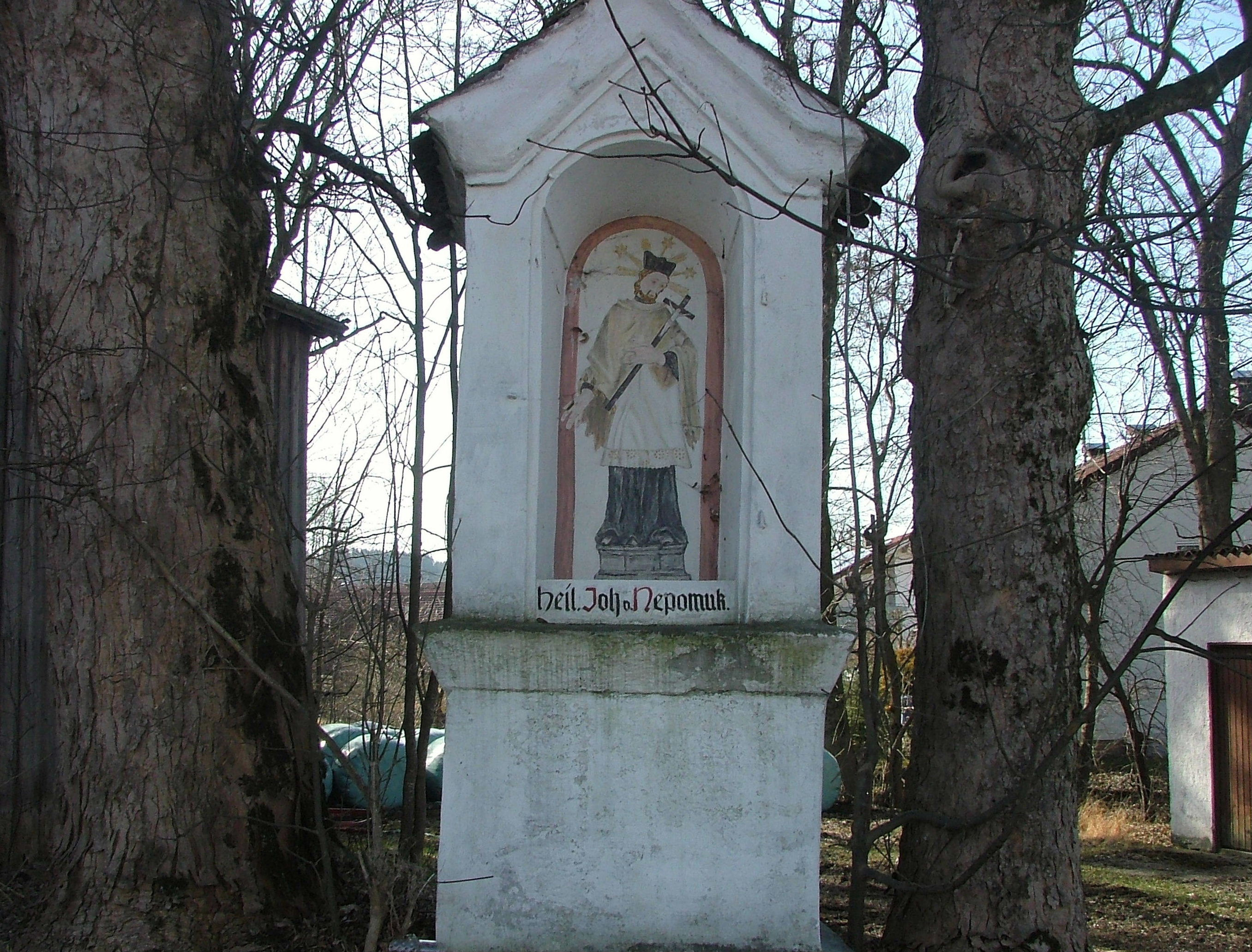
Bildstock in Hirschdorf

Die Gemeinde entstand im Jahr 1818 durch die Abtrennung ländlich geprägter Ortsteile westlich von Kempten. Die Gemeinde St. Lorenz wurde 1818 aus den Hauptmannschaften Hirschdorf, Hofammannschaft (es gibt keinen Ort dieses Namens), Mariaberg und Neuhausen gebildet. Eine weitere Quelle nennt noch eine fünfte Hauptmannschaft Grünberg.
Vor der Säkularisation 1802 gehörte das gesamte Gemeindegebiet zum Fürststift Kempten.
Mit Entschließung vom 6. Dezember 1869 erfolgte die erste Gebietsabtretung; etwa 360 Tagwerk mit Schwaighausen, Anwanden und dem Fischerösch wurden der Stadt Kempten angeschlossen. 1904 kam es zu kleinen Gebietsübergaben. Für Kempten war besonders der Landgewinn wichtig, denn 1924 bestand St. Lorenz aus 3270 Hektar mit 4144 Einwohnern, was das sehr kleine Kemptener Stadtgebiet beträchtlich erweiterte.
1933 wurde die Stadt Kempten wieder aktiv und wandte sich an die Regierung. Nach zweijährigen Verhandlungen kam es zur größten Gebietsabtretung an Kempten. Mit der Wirkung vom 1. Oktober 1934 verlor St. Lorenz gut ein Drittel seiner bisherigen Fläche, was knapp 1000 Hektar entsprach. Folgende Weiler und Hofgruppen wurden Kempten angegliedert: Lotterberg, Reichelsberg ohne Hintere Rottach, Haubensteig, Stiftallmey, Stadtweiher, Eggen, Haslach, Moos, Seibäumen, Letten, Ellharten, Rothkreuz, Steufzgen, Stadtallmey, Bucharts, Steinberg, Kaurus, Adelharz, Eich, Moosers, Breiten, Lugemanns, Rottach und Teile von Oberwang, Unterwang und Halden. Von dieser Eingliederung war auch das Anwesen Franzosenbauer betroffen, das zu Haslach gehört.
Aufgrund einer neuen Gemeindeordnung vom 1. April 1935 büßte St. Lorenz erneut Flächen ein. Es waren diesmal rund 790 Hektar, bestehend aus den Orten: Rauhen, Thingers, Ober- und Unterheggers, Staudach, Lauben ob der Bruck, Lauben unter der Bruck, Kindo, Mariaberg, Hinteregg, Stoffels, Bachtelsteig, Höflings, Eppenried, Kniebos, Härtnagel am Mariaberg, Jägers, Johannisried, Ober- und Unterried, Zur Rottach, Wittleiters und der Rest des Flurs Reichelsberg (Hintere Rottach).
Kempten errang – unterstützt durch den Flächenzuwachs – die Kreisunmittelbarkeit und war damit keiner Kreisbehörde unterstellt. Für die nun sehr geschwächte Gemeinde St. Lorenz folgten Zeiten leerer Kassen, denn viele steuerkräftige Gewerbe- und Industriebetriebe gehörten von nun an zur Stadt Kempten. Kempten verfolgte dennoch weitere Eingemeindungen.
Im Jahr 1945 wurde der Verwaltungssitz der Gemeinde St. Lorenz von Hirschdorf nach Heiligkreuz verlegt. Drei Jahre später wurde Heiligkreuz eigenständige Pfarrei. Trotz der Einschnitte in die Finanzen durch Kempten erholte sich die Gemeinde rasch. Es entstanden Schulen und ein Gewerbezentrum im Oberwang. Ebenso wurden etwa 30 Kilometer Straßen ausgebaut; bis 1952 war allerdings keine davon asphaltiert. In den Hauptorten wurden Straßenbeleuchtung und Bürgersteige eingerichtet. Die Gemeinde St. Lorenz entwickelte ein eigenständiges Leben durch Kultur, Sport und einer eigenen Feuerwehr.
Die 1925 erbaute Brücke über die Iller von Hirschdorf nach Lauben, die den Fährbetrieb ersetzte, wurde 1945 von der deutschen Wehrmacht teilweise gesprengt, um das Vorrücken der alliierten Truppen zu erschweren. Im Juni 1957 kam es in der Nähe von Hirschdorf zum Iller-Unglück, einem Unfall, bei dem mehrere Wehrpflichtige ums Leben kamen. 1966/67 bauten die beiden Gemeinden eine neue Brücke über den Fluss. 1960 wurde in Heiligkreuz eine Volks- und Gemeindebücherei eröffnet.
Die Gemeinde umfasste zuletzt 57 Ortsteile, großteils Weiler und Einöden. Die vor der vollständigen Gemeindeauflösung (1869 bis 1935) nach Kempten eingegliederten Ortsteile gehören zur Gemarkung Kempten, während das Gebiet der Gemeinde Sankt Lorenz in den Grenzen von 1972 (d. h. zum Zeitpunkt der Auflösung) der heutigen Gemarkung Sankt Lorenz entspricht, einer der drei Gemarkungen der Stadt Kempten.

## Politik

### Gemeindevorsteher und Bürgermeister
Letzter Bürgermeister in St. Lorenz war Josef Kammerlander von der FDP. Er regierte von 1952 bis zur Gemeindeauflösung 1972. Bis 1869 gab es nur Gemeindevorsteher, das Amt des Bürgermeisters wurde durch die 1869 entstandene neue Gemeindeordnung eingeführt.
- 1818–1848: Anton Mayr
- 1848–1870: Johannes Herberg
- 1870–1888: Heinrich Schmid (letzter Gemeindevorsteher und erster Bürgermeister)
- 1888–1913: Georg Brack
- 1913–1933: Josef Weinhart
- 1933–1945: Hans Wegscheider
- 1945–1951: Josef Herb
- 1951–1952: Josef Rist

### Wappen
Blasonierung: In Weiß ein rotes Ankerkreuz, darüber liegend ein blauer Rost.
Die Gemeinde St. Lorenz erhielt 1961 vom bayerischen Ministerpräsidenten ein eigenes, asymmetrisches Wappen: Es nimmt mit dem Gitterrost das Attribut des Heiligen Lorenz auf. Darunter befindet sich ein rotes Gabelkreuz. Die Farben rot und blau sind die ehemaligen Farben des Fürststifts Kempten, zu dessen Territorium Sankt Lorenz und der frühere Landkreis Kempten gehörten.

### Ehrenbürger
Die Gemeinde ehrte Bürger, die sich Verdienste um die Gemeinde und um das Gemeinwohl erworben haben. Nach der Eingemeindung wurden diese Ehrungen durch die Stadt Kempten übernommen.